# キールティ・クルハーリー
キールティ・クルハーリー （Kirti Kulhari、1985年5月30日 - ）は、インドのボリウッドで活動する女優。

## 生い立ち
ムンバイ出身。クルハーリー家はラージャスターン州ジューンジュヌ県の出身だった。2016年にサーヒル・セーガルと結婚した。

## キャリア
2002年にオリヤー語映画『Dharini』で女優デビューする。舞台演劇やテレビコマーシャルで俳優のキャリアを積み、2010年に『Khichdi: The Movie』でボリウッドデビューした。2011年に出演した『サタン 〜悪魔の通り道〜』で注目を集め、2016年には『ピンク』でアミターブ・バッチャン、タープシー・パンヌと共演して演技を高く評価された。キールティは同作でフィルムフェア賞 助演女優賞にノミネートされている。
2017年にマドゥール・バンダルカルの『Indu Sarkar』で主演を務め、2018年には『ブラックメール』でイルファーン・カーンと共演し、『Maya』ではフィルムフェア賞主演女優賞（短編映画部門）を受賞した。2019年に出演した『URI/サージカル・ストライク』『ミッション・マンガル 崖っぷちチームの火星打上げ計画』は興行的に大きな成功を収め、批評家からも高い評価を得た。同年にはAmazon Prime Videoの『Four More Shots Please!』、Netflixの『Bard of Blood』にも出演している。

## フィルモグラフィー

### 映画

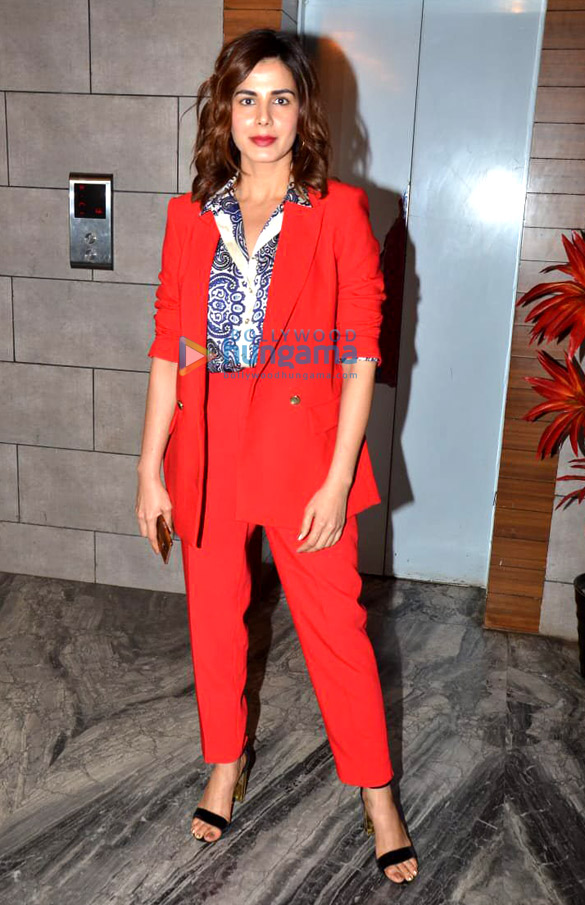
キールティ・クルハーリー（2019年）

- Khichdi: The Movie（2010年）
- サタン 〜悪魔の通り道〜（英語版）（2011年）
- Sooper Se Ooper（2013年）
- Rise of the Zombie（2013年）
- Jal（2014年）
- Cute Kameena（2016年）
- ピンク（英語版）（2016年）
- Indu Sarkar（2017年）
- ブラックメール（英語版）（2018年）
- Maya（2018年）
- ミッション・マンガル 崖っぷちチームの火星打上げ計画（2019年）
- URI/サージカル・ストライク（2019年）
- San' 75 Pachattar（2019年）

### ウェブシリーズ
- Four More Shots Please!（2019年-2020年）
- Bard of Blood（2019年）
- Criminal Justice: Behind Closed Doors（2020年）[10]